# Duinwijck Juniors 1986
Das Duinwijck Juniors 1986 im Badminton fand vom 7. bis zum 9. März 1986 in Haarlem statt.

## Finalresultate
| Disziplin    | Sieger                          | Finalist                            | Ergebnis           |
| ------------ | ------------------------------- | ----------------------------------- | ------------------ |
| Herreneinzel | Fung Permadi                    | Ardy Wiranata                       | 15–11, 15–7        |
| Dameneinzel  | Trine Sørensen                  | Anne Marie Laursen                  | 8–11, 11–1, 11–1   |
| Herrendoppel | Bo Christensen Thomas Lund      | Fumihiko Machida Toshiharu Nakagawa | 15–11, 13–15, 15–6 |
| Damendoppel  | Trine Johansson Marlene Thomsen | Anne Marie Laursen Trine Sørensen   | 15–9, 18–13        |
| Mixed        | Thomas Lund Helle Corneliussen  | Fumihiko Machida Mori               | 15–7, 15–9         |